# Николаевский собор (Луганск)
Свято-Николаевский собор — утраченный православный храм в Луганске, располагавшийся на Николаевской площади (ныне Красная). Был построен в 1841 году, освящён во имя Николая Чудотворца. Разрушен коммунистами в 1935 году.

## История

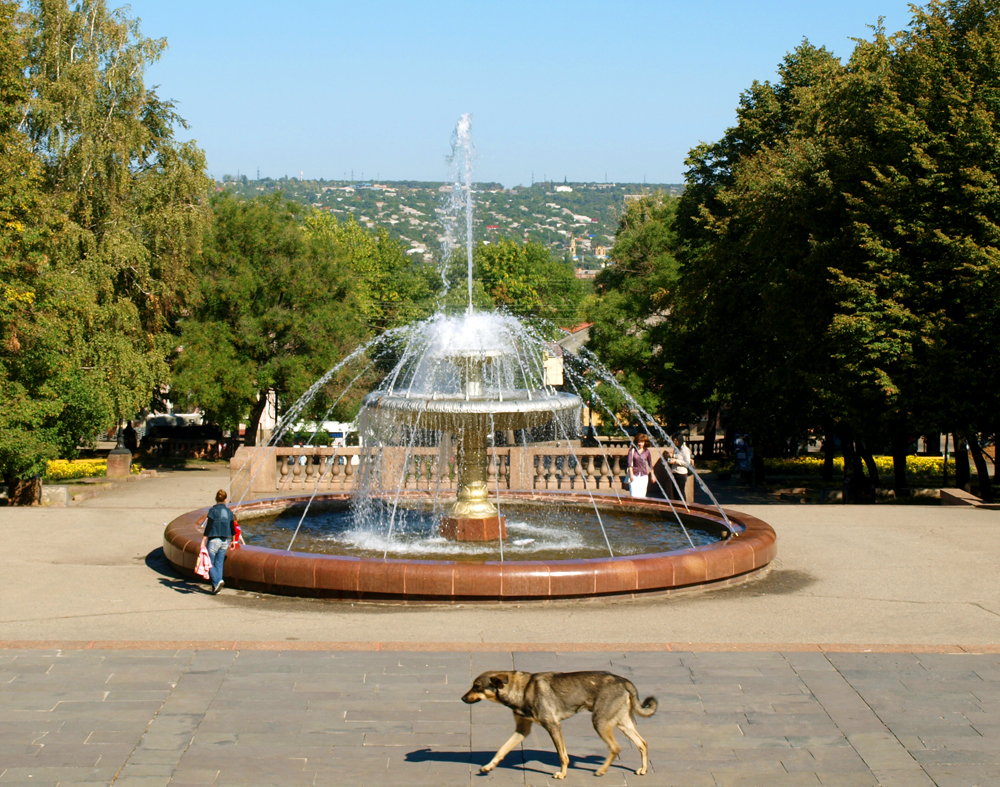
Фонтан на месте, где был храм

Постройку Николаевского собора начали в 1840 году и уже через год закончили.
На постройку стен храма потратили около 29607 рублей, а на загородку 3453 рубля, на территории церкви была караулка.
В 1929 году союз воинствующих безбожников собрал подписи о закрытии храма.
В декабре 1929 года церковь закрыли, а в 1935 году собор разрушили.
В 1935 году церковь разрушили большевики, используя взрывчатку, но фундамент и подвал остались целы.
В 1942 году бывшая община взяла помещение бывшей синагоги и снова стала работать, но в 1949 году главная власть отобрала у них место синагоги, но разрешила епископу Никону построить Николо-Преображенский храм.
В 1953 году около бывшего места нахождения собора построили музей техники.

## Описание

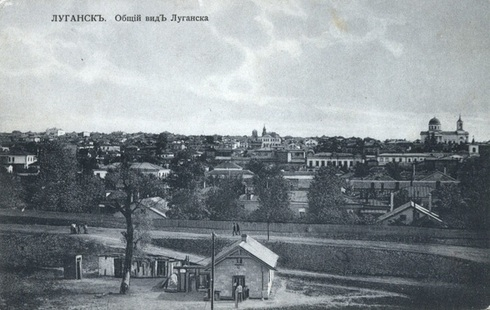
Общий вид Луганска

По сохранившемся сведениям с 1916 года можно установить, что стены собора и колокольня построены из камня.
Территорию храма ограничивала ограда из камня с железными решётками.
У храма имелся престол во имя Святого Николая.
За городом церковь имела кладбище.
Площадь земель собора составляла 210 гектар, в том числе три дома священнослужителей.
Собор имел церковную библиотеку.
При соборе действовала церковная, девчоночья и мальчишечья, мещанская, частная и Пушкинские школы.

## Священнослужители

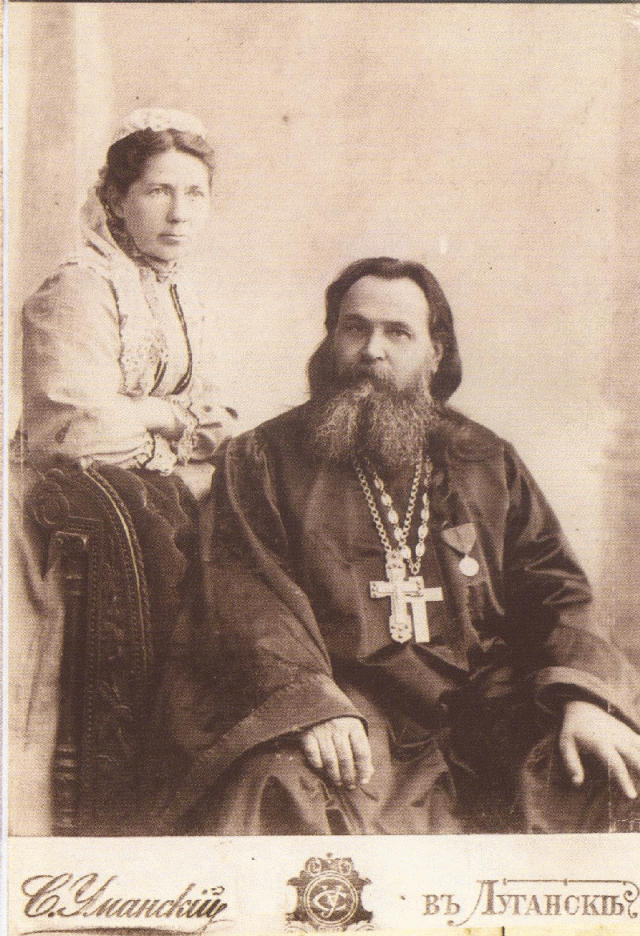
Павел Иванович Хицунов с супругой Елизаветой Емельяновой

В церкви работало три священника, диакон и трое псаломщика.
Им платили жалованье в размере 682 рублей 66 копеек.
В церкви служили:
- Настоятель церкви Павел Иванович Хицунов пришёл на работу в возрасте 71 год. Сам он сын священника[2].
- Священник Иван Семёнович Сахновский. Родился в 1870 году. Отец его священник[2].
- Священник Пётр Иосифович Карниевич пришёл на работу в возрасте 53 года. Отец его священник[2].
- Диакон Григорий Дмитриевич Литвиненко пришёл на работу в возрасте 32 года. Родился в крестьянской семье[2].
- Псаломщик Василий Михаилович Афонский. Родился в 1868 году[2].
- Псаломщик Николай Порфириевич Немчинов пришёл на работу в возрасте 47 лет[2].
- Псаломщик Дмитрий Семёнович Фдоров. Родился в 1886 году[2].

В 1892 году старостой церкви работал купец 2-й гильдии из Луганска Сергей Петрович Васнёв.

## Экономика
Земля храма приносила доход в размере 990 рублей.